# Guido Agosti (militare)
Guido Agosti (Dello, 15 aprile 1893 – Quota 158 di Deresowka, 11 settembre 1942) è stato un militare italiano, decorato di Medaglia d'oro al valor militare alla memoria sul fronte russo durante la seconda guerra mondiale.

## Biografia
Nacque a Dello, provincia di Brescia,  il 15 aprile 1893. Arruolatosi nel Regio Esercito, fu nominato sottotenente di complemento nel novembre 1914, entrando in servizio nel 77º Reggimento fanteria. Dopo l’entrata in guerra del Regno d'Italia, avvenuta il 24 maggio 1915, partecipò alle operazioni belliche distinguendosi tanto da venire decorato con una Medaglia d'argento al valor militare e ricevendo un encomio solenne. Entrato in servizio permanente effettivo nel gennaio 1916, e promosso capitano, lasciò il fronte a causa di una malattia nell’ottobre 1918. Tra il 1929 e il 1932 ricoprì l’incarico di istruttore presso l’esercito albanese, e dopo il suo rientro in Italia fu assegnato al 42º Reggimento fanteria. In vista dello scoppio della guerra d'Etiopia fu mobilitato e trasferito in Libia, partendo per la zona di operazioni nel gennaio 1936 con la 5ª Divisione fanteria "Cosseria". Al comando del V Battaglione si distinse durante il corso delle operazioni nello Scirè, ricevendo un nuovo encomio solenne. Al suo rientro in Patria fu promosso maggiore, venendo trasferito in forza al 90º Reggimento fanteria nel corso dell’aprile 1939. Dopo l’entrata nel secondo conflitto mondiale dell’Italia, avvenuta il 10 giugno 1940, prese parte alle operazioni sul fronte occidentale conseguendo la promozione al grado di tenente colonnello pochi giorni dopo.  Assegnato al deposito reggimentale, nel luglio 1942 partì per il fronte russo con il suo reggimento. Cadde in combattimento a Quota 158 di Deresowka l’11 settembre 1942, e per il coraggio dimostrato fu decorato di Medaglia d'oro al valor militare alla memoria. La salma fu sepolta nel cimitero militare italiano di Dubowikoff, dove fu esumata e trasferita in Italia nel corso del 1992.

### Periodici
Rosanna Robiglio, On the road, storie di strade. Via Guido Agosti, in Il Corniglianese. Mensile indipendente di informazione e cultura, n. 9, Cornigliano, Pro Loco Cornigliano, settembre 2014,  p. 9.